# Kagyü
De kagyü is een van de vijf hoofdscholen binnen het Tibetaans boeddhisme. De andere vier zijn nyingma, sakya, gelug en jonang (de laatste sinds 2011).

## Geschiedenis

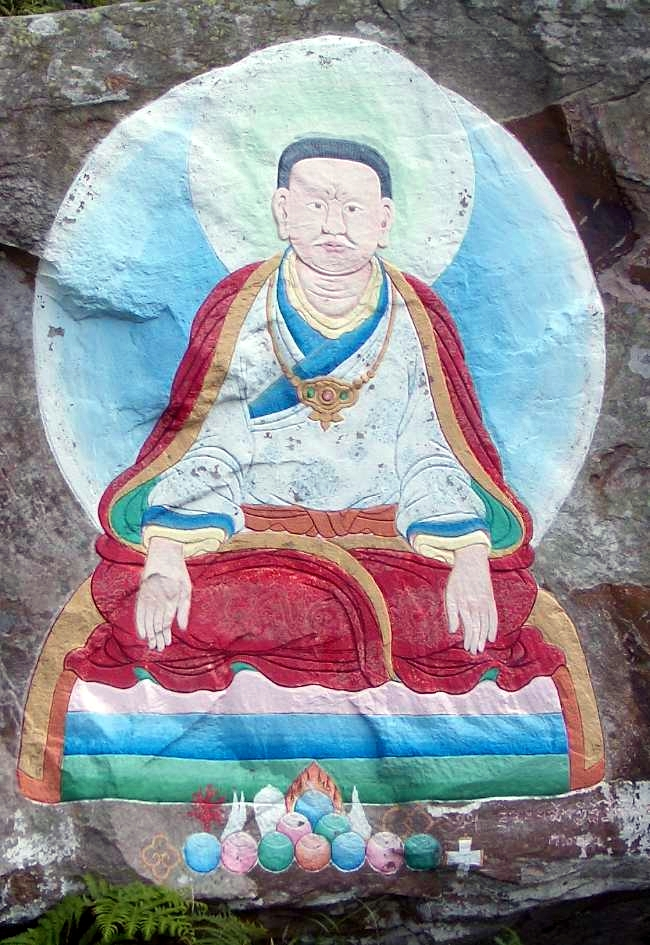
Marpa

De kagyütraditie gaat terug op Marpa (1012-1097), ook wel de vertaler (lotsawa) genoemd. Marpa verbreidde de mahamudra-lijn die was overgeleverd door Tilopa (988-1069) en Naropa (1016-1100). Hij is een van de grote vertalers die de traditie van de nieuwe vertalingen (sarma) vestigde. Tot de sarmascholen behoren ook de sakya en gelug.
De belangrijkste leerling van Marpa in Tibet was Milarepa (1042-1123). De belangrijkste leerlingen van Milarepa waren de tertön Rechung Dorje Dragpa (Rechungpa) (1084-1161), die de levensgeschiedenis van Milarepa overleverde, en de monnik Gampopa (1079-1153) uit Dagpo.
Van Gampopa werd ook in het westen zijn lamrim Juwelen Ornament van Bevrijding bekend. Hij ontwikkelde voor de kagyüscholen een vorm van onderrichting, waarbij hij de kloosterlijke traditie van de vroegere kadamtraditie samensmolt met de yogitraditie van de Indiase meesters.
Omdat de school sterk op de praktijk is georiënteerd, wordt de linie de 'mondelinge' of 'vervolmakende' school genoemd. Haar kracht put ze uit de sterke verbinding tussen leraar en leerling. Er zijn vier grotere en acht kleinere scholen die zijn terug te voeren op de vier belangrijkste leerlingen van Gampopa. Tegenwoordig zijn de meeste scholen versmolten tot de karma kagyü-linie, waarvan de karmapa spiritueel leider is.
Van de kleinere scholen hebben de drugpa en drigung een sterke aanhang in Bhutan en Ladakh.

## Scholen
De kagyütraditie is traditioneel onderverdeeld in vier grote en acht kleinere scholen. Daarnaast zijn er nog veel andere kagyürichtingen en aftakkingen.
Gampopa Dagpo Lhadje had vier hoofdleerlingen die daarna elk een school oprichtten.
Hiertoe tellen:
- Karma kagyü, ook wel Kamtsang kagyü, opgericht door de eerste karmapa Düsum Khyenpa (1110-1193).
- Barom kagyü, opgericht door Barom Darma Wangchug, ook stichter van de Barom-kloosters in de noordelijke regio Latö.
- Tsalpa kagyü, opgericht door Lama Zhang (1123-1193), ook stichter van het klooster Gungthang.
- Phagdru kagyü/Dagpo kagyü, opgericht door Phagmo Drupa Dorje Gyalpo (1110-1170), ook stichter van het klooster Densatil in Phagmo.

Van Phakmo Trupa Dorje Gyalpo (1110-1170) vertrokken acht verdere, zogenaamde kleine kagyüscholen. Hoewel ze kleine scholen heten, zijn er van enkele van grotere betekenis dan sommige grote scholen. Het gaat om de volgende scholen:
- Drigung kagyü, opgericht door Jigten Gönpo
- Drugpa kagyü, opgericht door Lingrepa Pema Dorje (1128-1188) en zijn leerling Tsangpa Gyare (1161-1211).
- Shuksep kagyü, opgericht door Gyergom Tsültrim Sengge (1144-1204), die in 1181 ook het klooster Shuksep stichtte.
- Trophu kagyü, opgericht door Rinpoche Gyatsa, neef en leerling van Phakmo Trupa en diens leerling Trophu Lotsawa Champa Päl (1173-1225), die ook het klooster Trophu in de provincie Tsang stichtte.
- Taglung kagyü, opgericht door Taglung Thangpa Tashi Päl (1142-1210).
- Marpa kagyü, opgericht door Marpa Druptop Sherap Senge, ook stichter van het klooster Sho in Kham.
- Yasang kagyü, opgericht door Sarawa Kälden Yeshe Sengge (?-1207).
- Yelpa kagyü, opgericht door Yelpa Drupthop Yeshe Tsekpa, ook stichter van het klooster Yelphug.

Van deze kagyüscholen zijn nog weinig als zelfstandige school voortbestaan. Een andere school die uit onder meer de kagyülijn voort is gekomen, is de Rimé-beweging.